# Holopelus
Holopelus es un género de arañas cangrejo de la familia Thomisidae.

## Especies
- Holopelus albibarbis Simon , 1895
- Holopelus almiae Dippenaar-Schoeman, 1986
- Holopelus bufoninus Simon , 1886
- Holopelus crassiceps (Strand, 1913)
- Holopelus irroratus (Thorell, 1899)
- Holopelus malati Simon , 1895
- Holopelus piger O. Pickard-Cambridge, 1899